# Гордієвський район
Гордієвський район — муніципальне утворення у складі Брянської області Російської Федерації.
Адміністративний центр — село Гордієвка.

## Географія
Район розташований на заході Брянської області, його площа становить 846,54 км².
Межує:
- на півночі — із Костюковицьким районом Могилевської області Республіки Білорусь
- на заході — із Красногорським районом Брянської області
- на сході — із Суразьким районом Брянської області
- на півдні — із Клинцівським і Новозибковським районами Брянської області

Клімат території Гордієвського району помірно-континентальний, з помірно холодною зимою і помірно теплим літом.

## Історія
Історична доля Гордіївського народу пов'язана із його географічним розташуванням. У стародавні часи на території району мешкали племена радимичів. З другої половини XIV століття у числі значної частини брянських земель територія нинішнього Гордіївского району увійшла до складу Великого князівства Литовського, а після укладення в 1385 році договору про унію (об'єднання) Литви з Польщею — до об'єднаної Польсько-Литовської держави.
Із 1503 року ці землі відійшли до Московської держави, але через 115 років за Деулінською угодою 1618 на кілька десятиліть знову відходять до Польщі. У середині сімнадцятого століття в Україні, до складу якої входили тоді і землі теперішнього Гордіївского району, почалася народно-визвольна війна під проводом Богдана Хмельницького. У 1654 році лівобережна Україна долучилася до Росії на правах автономії. Вся територія нинішнього Гордієвского району до 1781 року входила до складу Новоміської сотні Стародубського полку.
У 1861 році, у числі інших волостей, була утворена Гордіївська волость Суразького повіту Чернігівської губернії (з 1921 року повіт став називатися Клинцовським, а в грудні 1926 року він був приєднаний до Брянської губернії).

### Заснування району
Гордієвський район було засновано 1929 у Клинцівському огрузі Західної області, 1937 року передано в новозасновану Орловську область.
5 липня 1944 року Указом Президії Верховної Ради СРСР була утворена Брянська область, до складу якої, поряд з іншими, був включений і Гордіївський район. У 1963 році район був скасований, а у 1985 — відновлений.

## Демографія
Населення району становить 12,2 тис. осіб. Усього нараховується 63 сільських пункти і 1 селище міського типу.

## Адміністративний поділ
З 2005 року, після муніципальної реформи, у районі розташовані 1 міське поселення і 6 сільських поселень:
1. Мирнинське міське поселення
2. Глинновське сільське поселення
3. Гордієвське сільське поселення
4. Петровобудське сільське поселення
5. Рудньоворобйовське сільське поселення
6. Творішинське сільське поселення
7. Уношевське сільське поселення

## Економіка
Економіка Гордієвського району переважно аграрного типу. У районному центрі розташовано понад 10 продовольчих магазинів, приватна аптека, 2 господарські магазини, ресторан-кафе «СЛОВ'ЯНКА», кафе «Натхнення». Будується критий продовольчий ринок, а також спортивний комплекс з плавальним басейном. У 2009 році у райцентрі відкрито м'ясопереробний комбінат. У 2010 році була відкрита міні-пекарня у будівлі колишньої державної аптеки. З великих підприємств на території Гордієвського району розташувався Творішинський спиртзавод (на даний час підприємство не працює).
Гордіївка — це економічний центр району. Тут зосереджені робочі місця, якими користуються жителі як райцентру, так і всього району. Відділення Ощадбанку і РСХБ забезпечують кредитами підприємства Гордеевского району. Підприємства комерційного сектора розташовані на центральній вулиці — вулиці Леніна. Найбільша їх концентрація знаходиться в районі центральної площі на перетині вулиць Кірова та Леніна, найбільш протяжних і найважливіших транспортних «артеріях» Гордіївки.
В даний час зайнятість населення забезпечують в основному бюджетні організації (школа, районна лікарня, міліція, суд, служба судових приставів, пенсійний фонд, філія РСХБ і Ощадбанку, а також колгоспи).
Велике значення в економіці району має розвиток фермерство. В умовах нечорноземних ґрунтів ця форма економічної діяльності низькопродуктивна. Місцеві жителі практично суцільно мають земельні ділянки, на яких обробляють овочеві та плодово-ягідні культури. Основна культура, оброблювана в Гордієвскому районі — це картопля. Обробка ґрунтів поступово механізується, хоча переважає обробка ґрунтів за допомогою коней. Добробут громадян поступово зростає. Є кілька факторів росту добробуту — це заробітки в Столичному регіоні, приватне підприємництво, традиційна громадська форма життя в цих краях, коли батьки, діти та онуки живуть в тісному взаємозв'язку один з одним і сприяють одна одній економічну підтримку. Багато в чому завдяки цим факторам, молодь все ще залишається жити тут, незважаючи ні на що.
У цілому Гордієвський район можна зарахувати до числа депресивних регіонів (80% бюджету району — це дотації з обласного бюджету).
Економічні перспективи
- Розведення цінних сортів риб
- Освоєння покладів вапняку
- Будівництво цегельного заводу
- Освоєння покладів торфу
- Освоєння лісових ресурсів
- Будівництво Будинку відпочинку неподалік від села Чорний Потік, на кордоні із Суражським районом Брянської області.
- Будівництво свиноферми на 10 000 голів.
- Розвиток фермерства

## Транспорт
Село Гордіївка розташовано на відстані 35 км до найближчої залізничної станції у місті Клинці.

## Визначні пам'ятки

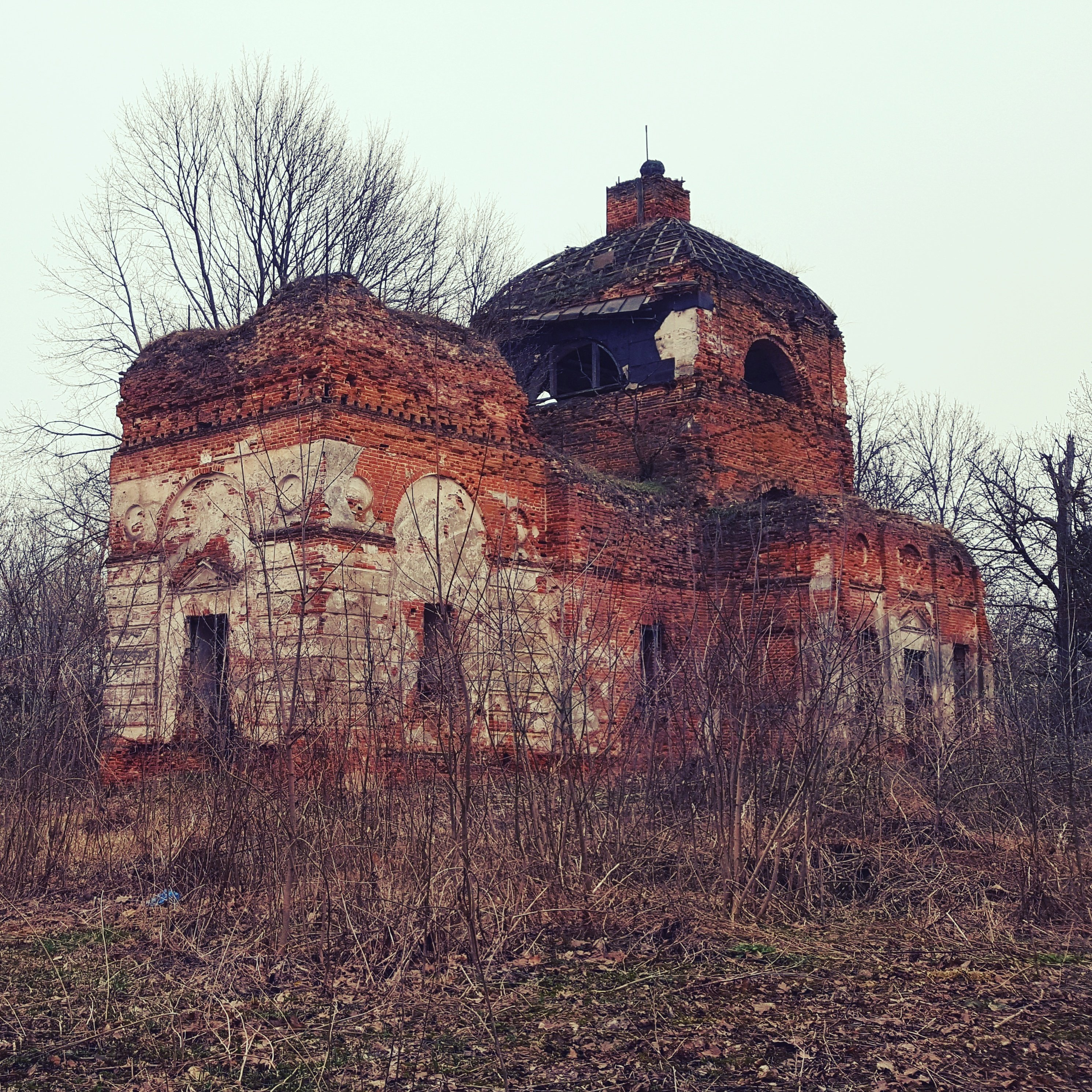
Церква Вознесіння у селі Великий Бор

Поставлена на пагорбі посеред села, є композиційним центром його забудови. Рік зведення церкви (на замовлення графа Безбородька) - 1809. Дотепер втратила бічні портики і верх дзвіниці. Цікавий зразок хрестоподібного в плані садибного храму, виконаного в стилі зрілого класицизму. Основний об'єм будівлі має порівняно короткі бічні рукави, які раніше прикрашали чотириколонні портики, і злегка виступає прямокутний вівтар, який закінчується зниженою напівкруглою апсидою. Своєрідність композиції надає підноситься над центром великий світловий четверик з чотиригранним купольним покриттям і маленькою главкой на кубічному постаменті. До невеликий трапезній з одним вікном на бічних фасадах примикає зберігся четверик дзвіниці. Усі фасади будівлі на рівні карниза апсиди обходить профільований пояс. Чотири тосканські пілястри, які оформляють торці бічних рукавів, відповідають колонам втрачених портиків. Між ними в центрі розміщені бічні входи, відмічені трикутними сандриками, а по боках — прямокутні вікна; над прорізами знаходяться відповідно овальна і дві круглі ніші. У верхній частині кожної грані четверика прорізано велике полуциркульное тричастинне вікно ампірного типу. Ярус дзвіниці прикрашений великими плоскими арочними нішами в центрі граней, рустуванням кутових частин до пояса і круглими нішами-медальйонами над ним. В інтер'єрі всі бічні частини повністю відкриті у високу центральну, утворюючи єдиний простір храму. Центральна частина перекрита четирехлотковим зімкнутим склепінням, вівтар — конхою, а Віма вівтаря, бічні рукави і трапезна — циліндричними склепіннями. Нижній ярус дзвіниці з закругленими внутрішніми кутами має коробове звід по осі північ-південь. По боках трапецієподібного в плані проходу в трапезну влаштовані невеликі приміщення зі сходами в південному з них. З внутрішньої обробки збереглися лише штукатурні карнизи у підстави зводів і вгорі основного четверика, а також пілястри між вікнами на північній і південній стінах.

## Відомі уродженці
- Скопенко Степан Федорович — український юрист, почесний працівник прокуратури (село Струговка).

 Герої Радянського Союзу
- Ковальов Дмитро Іванович
- Лапик Олексій Васильович
- Лисенко Іван Никифорович
- Скопенко Василь Федорович
- Сугак Сергій Савельович
- Юркін Микола Іванович

 Герої Російської Федерації
- Шкурний Валерій Іванович

 Повні кавалери Ордену Слави
- Вєтров Семен Петрович
- Єфіменко Іван Тихонович